# Elaeis oleifera
Espèce
Synonymes
- Alfonsia oleifera Kunth - Basionyme
- Corozo oleifera (Kunth) L.H. Bailey
- Elaeis melanococca var. semicircularis Oerst.[2]

Statut de conservation UICN

 EN A2c (Colombie) : En danger
Elaeis oleifera est une espèce néotropicale de palmiers à feuilles pennées, appelée Palmier à huile américain en Guyane, Dendé do Pará au Brésil et palma americana de aceite, palma aceitera, nolí, Corozal, Corozo, Palma de cebo, Coqueiro de dente, Coquito, Palmique, Yolí, Corozo del Sinú, Ñoli ou Corocito en espagnol. 
Cette espèce est rare et protégée en Guyane,.

## Description
Son apparence semble différer selon sa région d'origine. Concernant la population de Guyane, ce palmier est acaule, ou à stipe très court, de 30-40 centimètres de diamètre, recouvert par les anciennes gaines foliaires persistantes. Sa couronne se compose de 20 à 40 feuilles pennées (35-90 paires de pennes), longues de 4-7 mètres. Le pétiole des feuilles est garni de fortes épines sur ses marges. Issu de l'aisselle d'une feuille, un pédoncule court de 10-25 centimètres, porte un spathe fibreux de 50-60 centimètres, qui protège l'inflorescence unisexuée et dense composée de 40 à 60 rachilles florifères mâles (8-14 centimètres)ou femelles (4-9 centimètres). Les fruits charnus gras sont des drupes jaune-orangé à rouges.
On le différencie du palmier à huile africain, notamment par ses pennes distiques (régulièrement alignées dans un seul plan de part et d'autre du rachis), tandis qu'elles sont "ébouriffées", selon plusieurs plans chez Elaeis guineensis.

## Répartition et habitat
Cette espèce, qui a longtemps fait l'objet de confusions taxonomiques, est aujourd'hui considérée comme composée de 3 populations distinctes (potentiellement 3 sous-espèces différentes) : celle d'Amérique centrale, celle des hautes et moyennes vallées de l'Amazone et celle de Guyane/Suriname),
.
En Guyane, ce palmier affectionne les sous-bois forestiers clairs inondables au bord des cours d'eau, sur sols sableux, alluvionnaires et hydromorphes du bassin inférieur de la Mana.

## Utilisations
On tire de ses amandes et de ses fruits une huile alimentaire, pouvant être utilisée pour la fabrique de savon (pour l'huile des amandes).

## Enjeu de conservation
Cette espèce rare dans le milieu naturel est par ailleurs menacée par la destruction de son habitat et par la pollution génétique, du fait de la présence à proximité des populations sauvages du palmier à huile africain planté et présentant par ailleurs des tendances invasives : les deux espèces sont en effet connues pour leur capacité d'hybridation. L'impact est potentiellement fort du fait qu'il s'agit d'un réservoir de biodiversité et notamment de ressources génétiques concernant l'amélioration et la créations de nouvelles variétés du palmier à huile, espèce d'importance économique mondiale majeure.

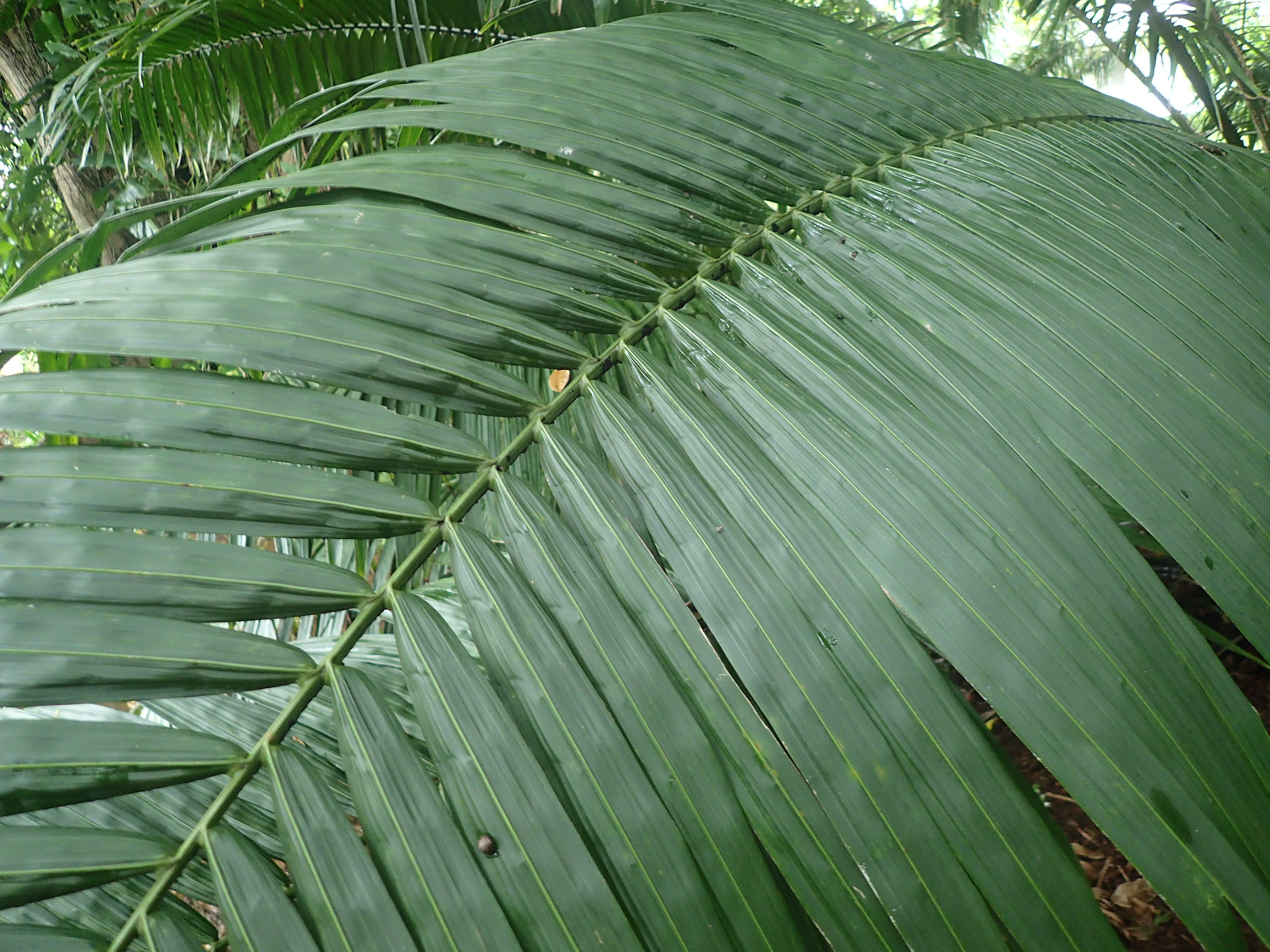
Feuille de Elaeis oleifera en Guyane, montrant ses pennes distiques
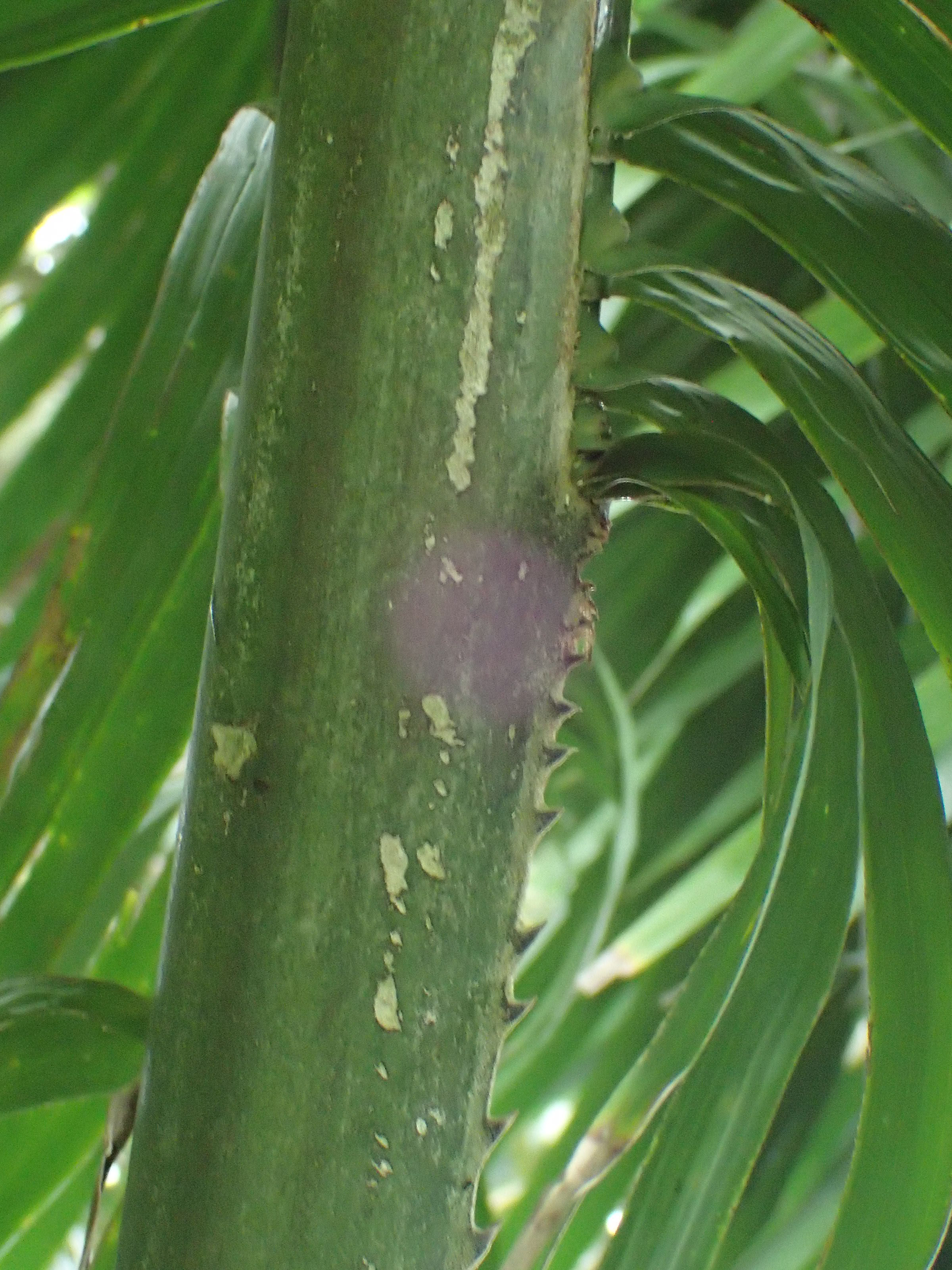
Base du limbe d'une feuille de Elaeis oleifera (population de Guyane)
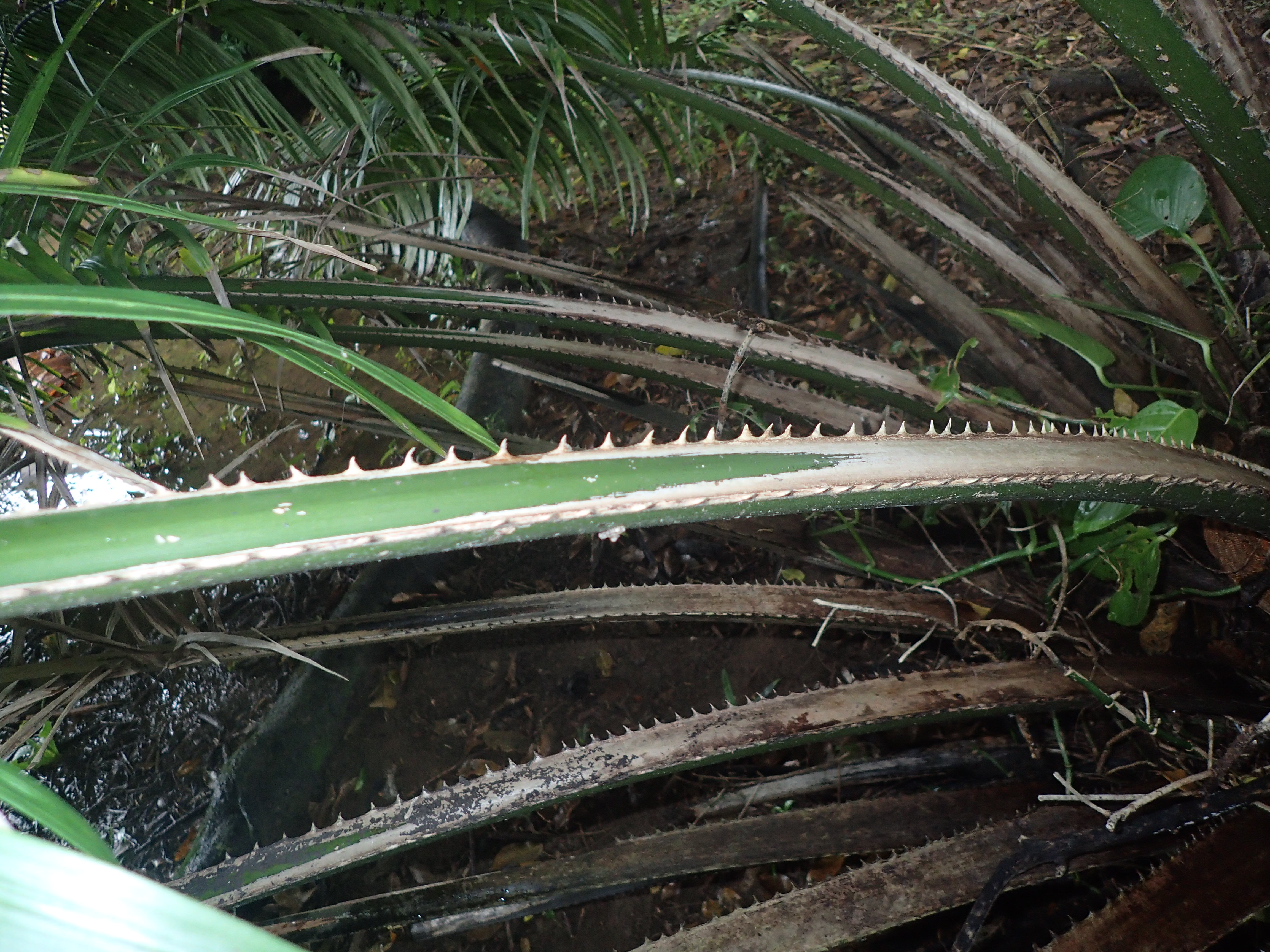
Pétiole épineux de Elaeis oleifera (population de Guyane)
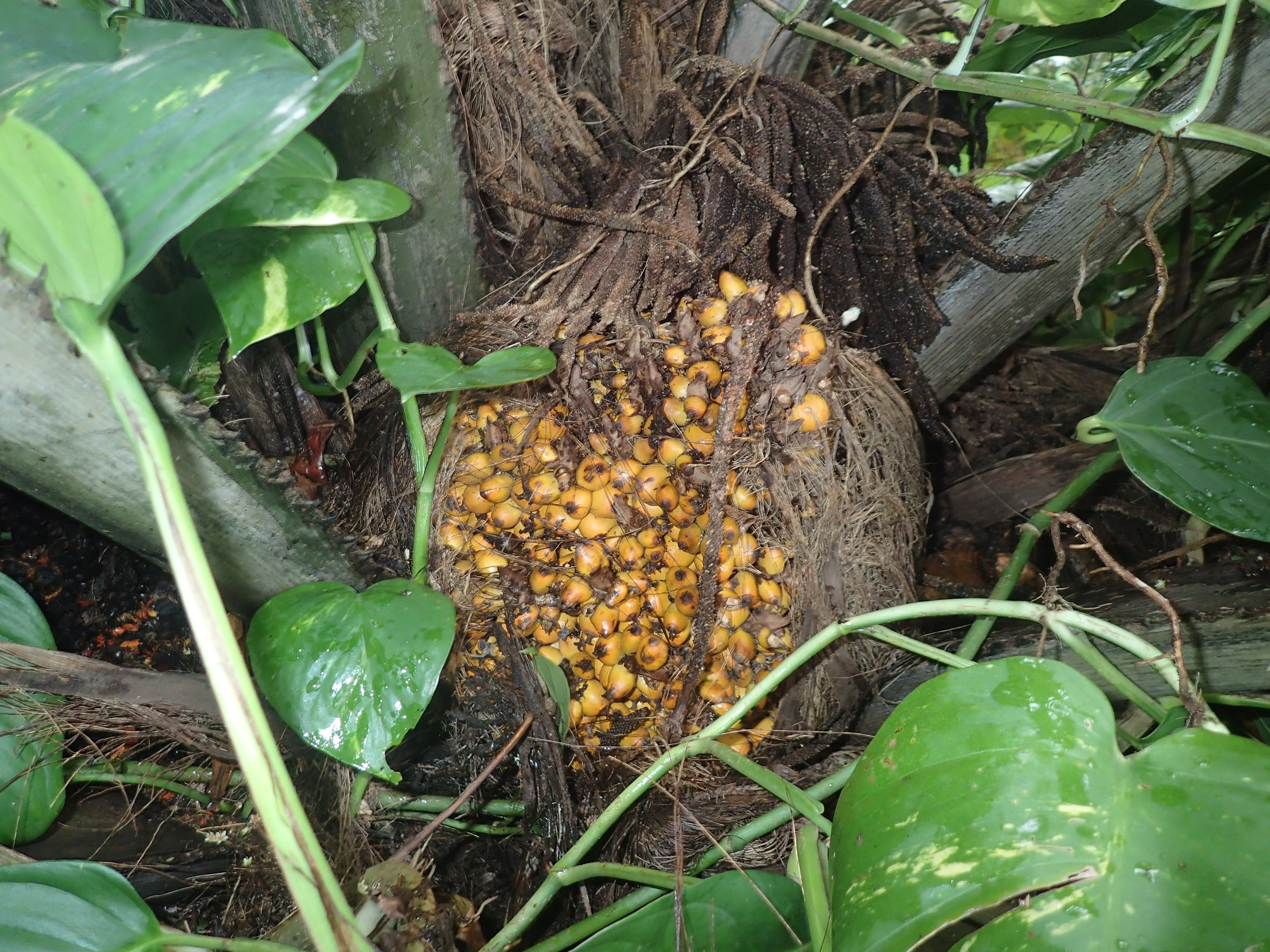
Jeune grappe de fruits de Elaeis oleifera (population de Guyane)
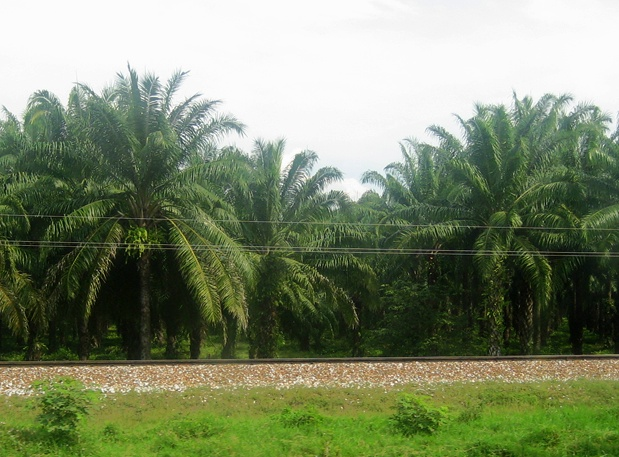
Plantation de Elaeis oleifera (identification incertaine) en Colombie (département de Magdalena, entre Aracataca et Fundación)
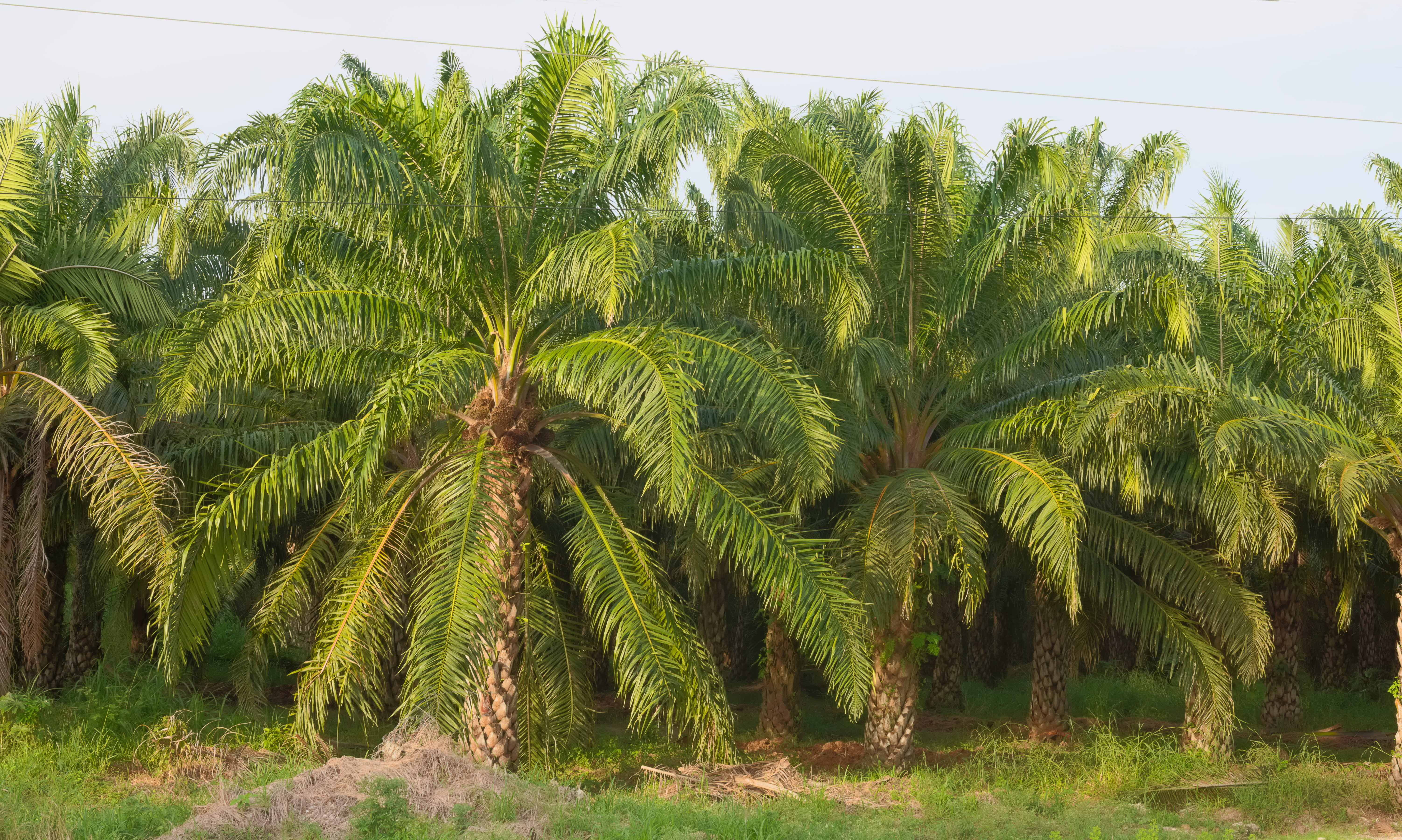
Plantation de Elaeis oleifera en Mexique